# Schlacht bei Heilsberg
Schleiz – Saalfeld – Jena und Auerstedt – Lübeck – Großpolen – Czarnowo – Golymin – Pułtusk – Dirschau –  Allenstein – Preußisch Eylau – Ostrolenka – Stolp – Danzig – Kolberg – Guttstadt – Heilsberg – Friedland
In der Schlacht bei Heilsberg (in Ostpreußen) trafen während des Vierten Koalitionskrieges am 10. Juni 1807 (vier Tage vor der entscheidenden Schlacht von Friedland) das französische und auf der anderen Seite das russische Heer und preußische Heer aufeinander.

## Vorgeschichte
Am 7. und 8. Februar 1807 hatten in der Schlacht bei Preußisch Eylau russisch-preußische Truppen unter General Bennigsen den Vormarsch Napoleons in Ostpreußen zum Stehen gebracht. Ohne diesen Erfolg auszunutzen, verschanzten sich die russischen Truppen für den Winter bei Heilsberg. Am 26. April unterzeichneten Russland und Preußen den Bartensteiner Vertrag, darin wurde vereinbart, keinen separaten Friedensvertrag mit Frankreich zu unterzeichnen.
Die Franzosen unter Marschall Lefebvre konnten mit der Belagerung der preußischen Festung Danzig beginnen, die am 25. Mai kapitulierte. Mit vereinten Truppen und gesichertem Hinterland stand Napoleon im westlichen Ostpreußen. 
Erst danach wurde General Bennigsen wieder aktiv, konnte Napoleon aber nicht zur Schlacht zwingen und zog seine Truppen wieder auf seine Verschanzungen nach Heilsberg zurück.

## Schlachtverlauf

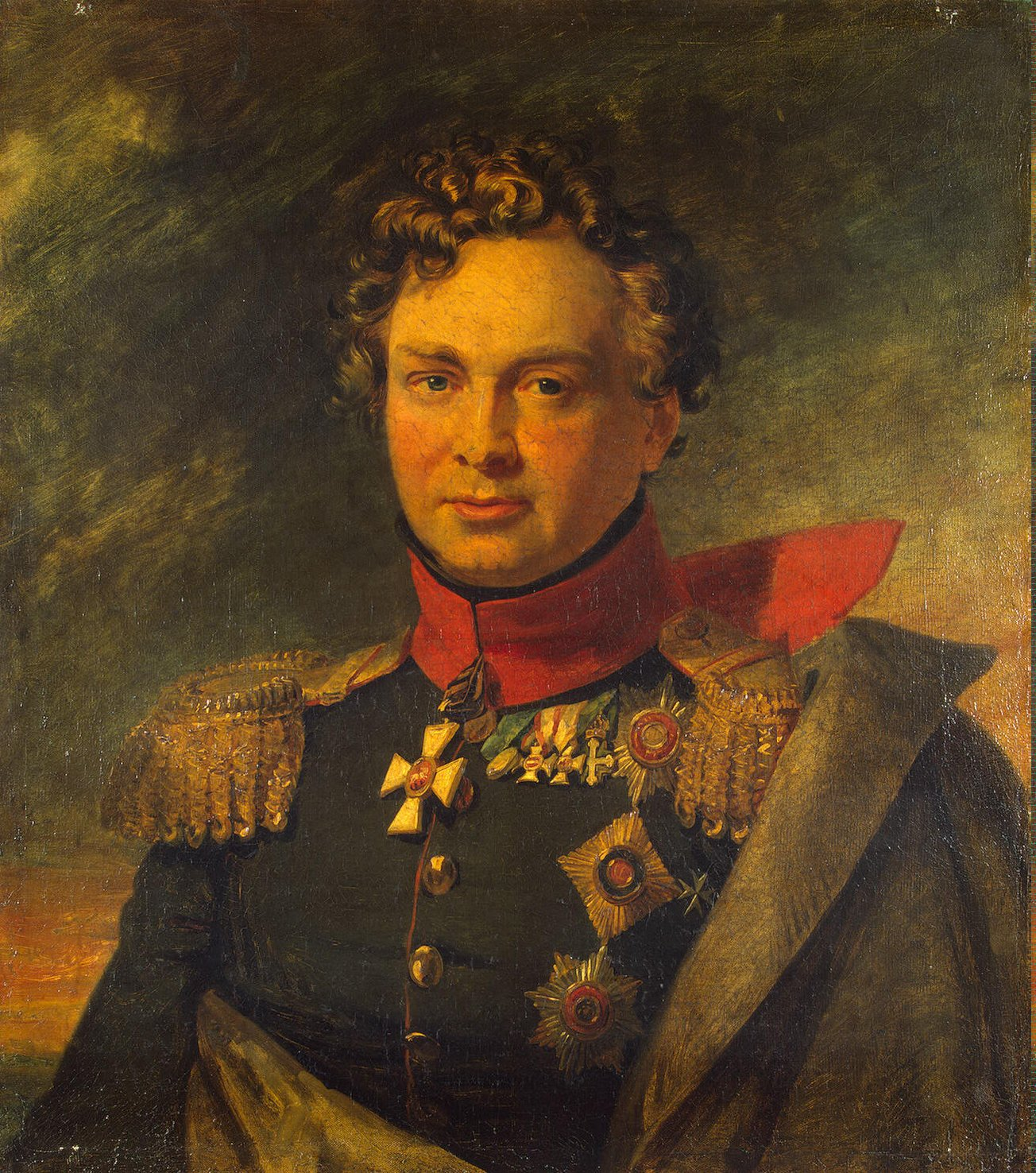
Andrei Iwanowitsch Gortschakow

Die westlichen Zugänge nach Heilsberg waren von den Russen stark befestigt worden, die Stadt lag strategisch günstig am linken Ufer der Alle. Bennigsen hatte am nördlichen Ufer der Alle vor der Stadt seine Redouten mit über 100 Geschützen bestückt. Die französische Kavallerie unter Marschall Murat begann am 10. Juni den Angriff gegen die russische Vorhut unter General Bagration. Die vorderste Brigade unter General Borosdin konnte den Ansturm der Franzosen nicht aufhalten und begann sich auf die Verschanzungen zurückzuziehen. Bennigsen erkannte die Notlage seiner Avantgarde und sandte General Uwarow mit 25 Schwadronen zu Hilfe. Die französische Kavallerie stürmte mehrmals die Kanonen der russischen Avantgarde, aber jedes Mal konnte die russische Reiterei in Gegenattacken die verlorenen Geschütze wieder sichern. Nach und nach mussten sich die Divisionen Bagrations entlang des nördlichen Ufers der Alle auf die befestigte Position vor Heilsberg zurückziehen, der erbitterte Kampf war so verlustreich, dass Bennigsen seine ganze Vorhut in die Reserve zurückziehen musste. 
Murat warf um 17:00 sein Korps auf die starken russischen Stellungen und wurde nun im Feuer der russischen Artillerie mit schweren Verlusten zurückgeworfen. Als am späten Nachmittag Napoleon mit dem Korps Lannes und seiner Garde auf dem Schlachtfeld erschien, starteten die Franzosen nach kurzem Beschuss einen neuen Angriff. In dieser Zeit musste Bennigsen wegen schwerer Magenkrämpfe das Kommando an Prinz Gortschakow abgeben. Einheiten der französischen Garde konnten in eine Redoute einbrechen. Die Divisionen der russischen Mitte unter Generalleutnant von Knorring (6. Division) und Essen (8. Division) konnten die übrigen französische Angriffe erfolgreich zurückschlagen. Am linken Flügel bis zur Alle wurden die 3. Division (General Titow) und die 7. Division (General Dochturow) vorgezogen. Der Gegenangriff der russischen Reserve-Division unter General Kamenski konnte die verlorene Redoute zurücknehmen und den zurückweichenden Franzosen solange nachsetzen, bis frische Regimenter unter Soult den russischen Rückzug in die Redoute erzwangen. Ein zweiter Angriff gegen die russische Mitte wurde durch die bei Lawden stehende französische Division Legrand ausgeführt. Man konnte in die Redoute zwar eindringen, diese aber nicht behaupten. Der Gegenangriff der Division Rembow warf die Franzosen wieder aus der Redoute hinaus, alle weiteren Versuche der Wiedereinnahme scheiterten, dabei fiel der russische General Warneck. General Otto von Zieten warf sich einer französischen Kavallerieattacke mit 15 preußischen Eskadronen entgegen und nötigte sie zum Rückzug bis zum Gehölz von Lawden.
Um 22 Uhr näherte sich noch das französische Korps Ney dem Schlachtort, worauf Napoleon noch einen Nachtangriff befahl. Die frischen Truppen der Franzosen gingen erfolglos gegen das Zentrum der gegnerischen Stellung vor, wurden aber allein durch das russische Artilleriefeuer aufgehalten. Bennigsen konnte alle Angriffe der französischen Truppen abwehren und seine Stellungen halten.

## Ergebnisse
Das eintägige Halten der Stellung konnte von Bennigsen nicht genutzt werden. Die französische Hauptmacht drohte ihn zu umgehen und er musste sich trotz der gehaltenen Stellungen zurückziehen. Die Russen mussten sich am folgenden Tag Richtung Friedland zurückziehen, um eine Umgehung durch Napoleon und das Abschneiden der Versorgungswege im Norden zu vermeiden.
Am 14. Juni folgte der entscheidende französischen Sieg in der Schlacht bei Friedland, wobei Bennigsen mit seinen Truppen eine neue Auffangstellung an der Alle eingenommen hatte, aber im Aufmarsch geschlagen wurde.